# Charles Pasi
Charles Pasi (* 8. února 1984 Paříž) je francouzský zpěvák. Je francouzsko-italského původu. Poprvé veřejně vystupoval v sedmnácti letech v kostelním sboru. Studoval hudbu v Římě a Paříži. Později doprovázel při turné zpěvačku Carlu Bruniovou. V roce 2007 hrál muže s harmonikou ve filmu Herečky. Roku 2006 vydal své první EP nazvané Mainly Blue. Na jeho albu Uncaged (2009) se podílel americký saxofonista Archie Shepp.